# Espasa
|  | Aquest article tracta sobre arma blanca. Si cerqueu la enciclopèdia, vegeu «Enciclopèdia Espasa». |

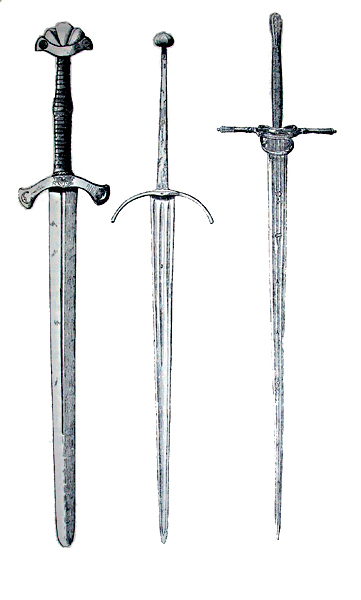
Espases

L'espasa és una arma blanca de doble tallant composta d'una fulla dreta de metall equipada si és necessari amb una canal o canaleta (depressió longitudinal), d'un mànec dit puny, braç o mantí de la creu, i d'un protector que protegeix la mà. L'extrem del mànec és ornamentat generalment amb un pom. La creu, croera o creuera és la barreta transversal que forma creu amb el pom de l'espasa. L'arriat és la peça situada transversalment entre el mànec i el ferro de l'espasa.
La paraula «espasa» prové del llatí spatha (que també s'emprà per a denominar l'espasa llarga i recta emprada per la cavalleria de l'Imperi Romà), la qual prové del grec spathe.
En un sentit més ampli s'entén per espasa qualsevol arma blanca de certa envergadura, independentment de l'estil de la fulla. El disseny i la construcció de l'espasa pot variar molt: segons la longitud de la fulla, la seva forma, els seus talls, les seves empunyadures, la seva procedència, etc. D'acord amb les característiques que posseeixen, reben una determinada denominació que identifica, classifica i enquadra l'arma dins d'un tipus particular.
Tenen la seva fulla metàl·lica esmolada amb un o els dos fils amb puntes agudes i dures si és de punxada, o ambdues característiques. L'empunyadura es feia de molts i diversos materials, sobretot si eren espases per "cenyir" o de "parada" aristocràtiques, però se solia emprar la fusta.
L'espasa se solia dur en una beina o baina dita també folre, o alternativament en un taalí (ant. talaí i talí) o corretja, una cinta que, reposant damunt una espatlla, passa per davant i per darrere fins al costat oposat, a l'alçària del ventre, i serveix per a sostenir penjada l'espasa. També podia anar en una faixa o corretja que es porta penjada a l'espatlla i en direcció transversal sobre els pits.

## Història

### Edat del bronze

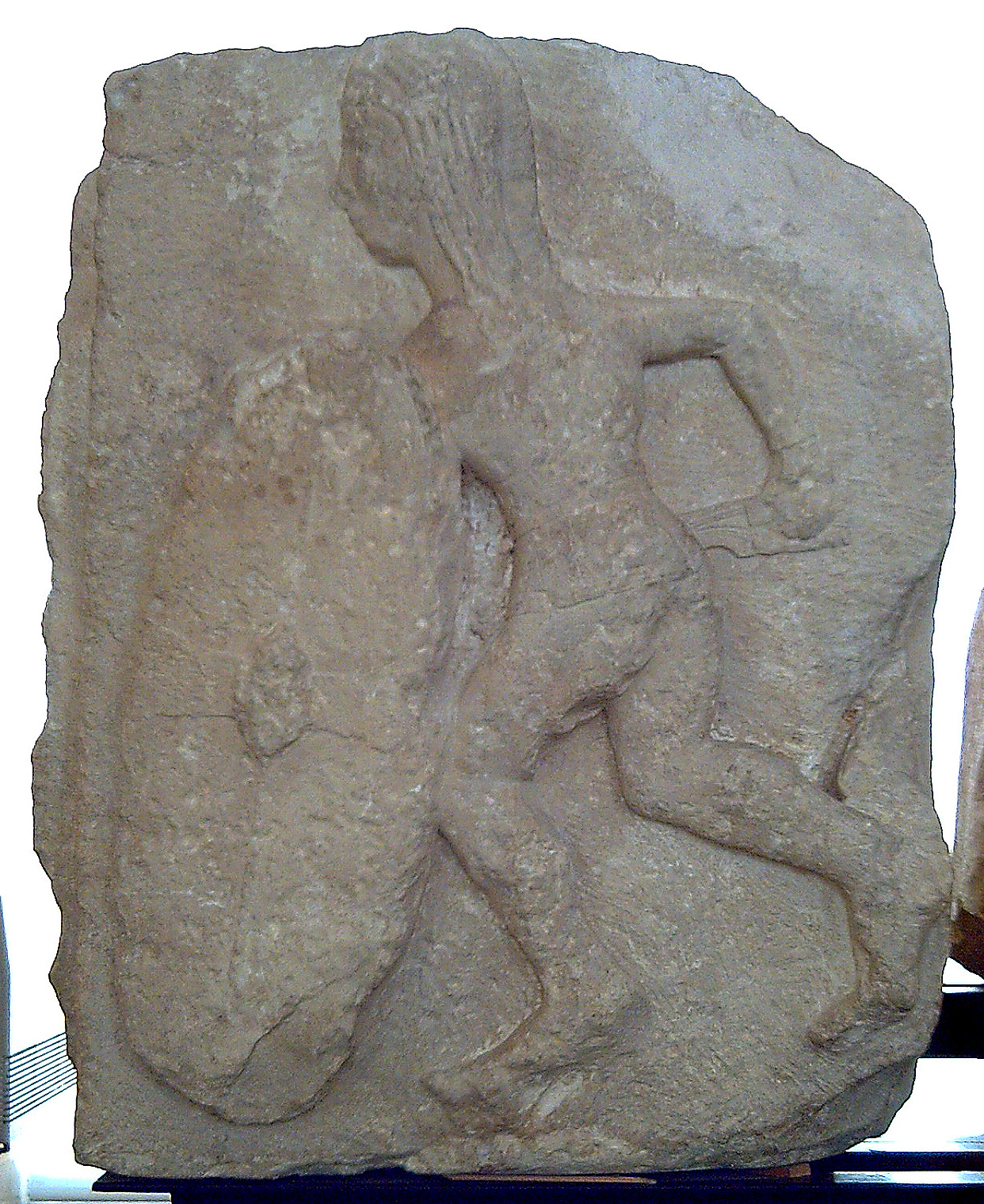
Part del relleu d'Osuna, escultura ibera on es representa un guerrer armat amb una falcata. finals s.III, inicis s.II aC

Els humans han fabricat i utilitzat armes de tall de l'edat del bronze ençà (1600 aC aproximadament). L'espasa es desenvolupa a partir de la daga quan la confecció de fulles llargues es fa possible al principi del II mil·lenni aC. Les espases més llargues de 90 cm són rares durant l'edat del bronze, car llur llargada excedeix la capacitat extensible del bronze (aliatge de coure i estany). No va ser fins a la creació d'aliatges més forts, com l'acer, que l'espasa llarga va ser pràctica per al combat.
Les espases de l'edat del bronze tenen el seu origen en els treballs del coure del Mediterrani i el mar Negre, així com a Mesopotàmia. L'espasa inicia la seva trajectòria europea mentre que el Pròxim Orient emprà durant un temps únicament dagues; l'espasa destrona finalment al punyal com arma simbòlica del guerrer. La producció d'espases a la Xina es documenta des de l'edat del bronze, durant la Dinastia Shang.

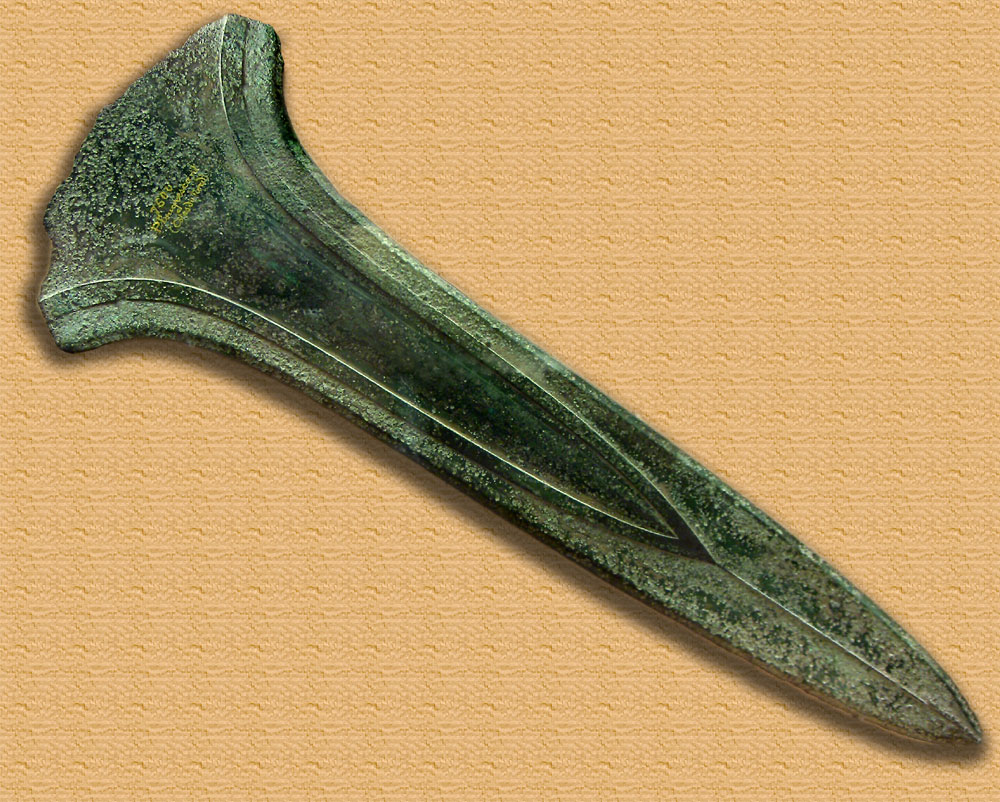
Espasa de Bronze.(800 aC)

L'empunyadura en els orígens consisteix simplement en un mànec, que protegia la mà de relliscar sobre el full en empènyer. Al segle xv aC es coneixen a l'Europa Central i Nòrdica les espases de llengüeta: les fulles tenen una estreta llengüeta que s'insereix en l'empunyadura donant lloc a formes diverses en el sistema d'empunyadura, que van arribar aviat a la Mediterrània Oriental: Grècia, Xipre i Egipte. Les espases del bronze nòrdic, des d'aproximadament el 1400 aC, ha els característics dissenys espirals.
Les espases conegudes com a NAUE Type II, que es van expandir des de l'Europa meridional cap a la Mediterrània, han estat relacionades per Robert Drew amb el col·lapse de la tardana edat del bronze.
Cal assenyalar que el metall és, durant molt de temps, un element de prestigi, amb el qual es fabriquen les armes, joies i objectes cerimonials, als quals només tenen accés les classes dominants. Per a la metal·lúrgia cal un especialista a temps complet, mentre que les eines quotidianes segueixen fabricats a nivell domèstic, amb fusta o pedra tallada. Tan sols l'elit i els personatges de cert poder social estan en disposició de posseir estar armes i aconseguir conquestes i defensa personal. Aquesta diferència social, força i carisma, acabarà convertint aquests personatges en defensors d'un territori i una població, i es començarà a esbossar la figura de l'heroi.

### Edat del ferro
Les espases de ferro es fan més comunes des del segle xiii aC. Els hitites, els micènics i la cultura proto-cèltica de Hallstatt (segle viii aC) figuren entre dels primers usuaris d'espases de ferro. El ferro tenia l'avantatge de poder produir en massa, per la major quantitat disponible de matèria primera. Les primeres espases de ferro no són comparables amb les posteriors d'acer; trencadisses, fins i tot inferiors a una bona arma de bronze, però la seva fàcil producció i la major disponibilitat de matèria primera permetien per primera vegada l'equipament d'exèrcits sencers amb armes de metall, encara que ocasionalment els exèrcits egipcis de l'edat del bronze foren completament equipats amb armament de bronze.
Els ferrers aprengueren finalment que, afegint certa quantitat de carboni (afegit durant la reducció en forma de carbó de llenya) al ferro, podien produir un aliatge millorat: l'acer. En l'antiguitat van existir diversos mètodes diferents de facturació d'espases, entre els quals hi havia el disseny per soldadura (pattern welding). La tècnica de disseny per soldadura consistia a unir diferents tipus d'acer per millorar la resistència i tenacitat del material. En aquella època, l'acer soldat per forja es trobava gairebé exclusivament en les ranures centrals que es feien a les fulles per reduir la massa i millorar la flexibilitat i equilibri. Es van arribar a desenvolupar dissenys intricats, que eren considerats la marca del mestre ferrer.
Amb el temps, es van desenvolupar diversos mètodes per tot el món.
En el temps de l'antiguitat clàssica i els Imperis Part i Sassànida de l'Iran, van ser comunes les espases de ferro. La xifos i la kopis gregues i la gladius romana són exemples del tipus, mesurant aproximadament de 60 a 70 cm.
en el tardà Imperi Romà es va introduir la spatha (el mot aplicat per a la seva empunyadura, spatharius, es va convertir en un rang del tribunal a Constantinoble), més llarga, i des de llavors el terme espasa llarga s'aplica a les espases comparativament llargues de les seves respectives èpoques.
Les espases xineses d'acer fan la seva aparició des del tercer segle aC a la Dinastia Qin: hi ha la dao amb només un tall, de vegades traduïda com sabre o espasa ampla, i la jian de doble tall.

### Edat mitjana

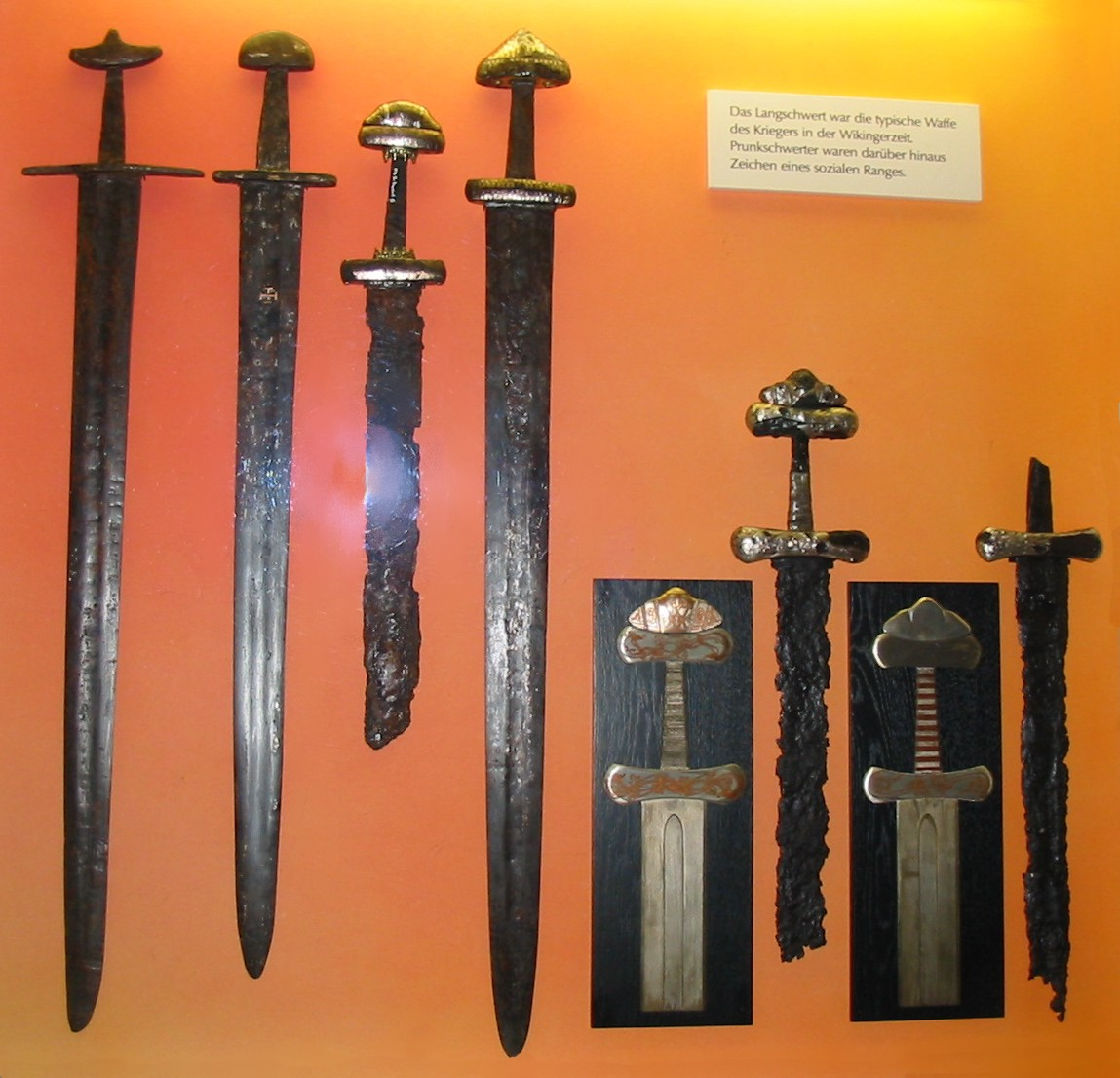
Espases vikingues

El tipus spatha romà s'estén durant el període de les migracions i encara en l'edat mitjana. Les spathas de l'era Vendel (Suècia, 550-793) estaven decorades amb motius germànics. L'era vikinga contempla novament una producció més estandarditzada, però el disseny bàsic segueix sent deutor de la spatha.
Només des del segle xi les espases normandes comencen a desenvolupar la creuera ("gavilanes" en castellà). Durant les Croades del segle xii (o xiii) aquest tipus cruciforme roman estable, amb variacions que només afecten la forma del pom. Aquestes espases estaven dissenyades com armes tallants, si bé es van fer comuns puntes efectives per rebatre les millores en l'armadura.
Les espases d'un sol tall es popularitzen a Àsia. L'espasa coreana Hwandudaedo, derivada de la Dao Xina, es va conèixer en l'edat mitjana primerenca dels Tres Regnes. La Katana japonesa, la producció de la qual es documenta aproximadament l'any 900, deriva també de la Dao.

### Baixa edat mitjana i Renaixement
Nous dissenys d'espasa - al costat de la millora de l'armadura - es van anar desenvolupant a un ritme cada vegada més ràpid entre els segles XIV i xvi, durant el Renaixement. El principal canvi va ser l'allargament de l'empunyadura, que permetia l'ús ambidextre, i una fulla més llarga. Aquest tipus d'espasa, anomenada en el seu temps Lange Schwerte (en alemany espasa llarga) o Spadone, era comú cap al segle xv, i diversos Fechtbücher (llibres d'esgrima) que es conserven dels segles XV i XVI ofereixen instruccions sobre el seu ús.
Una altra variant va ser l'espasa especialitzada a perforar l'armadura, del tipus estocs. L'espasa llarga es va popularitzar per la capacitat d'abast, de tall i empenta, mentre que els estocs ho va fer per la seva habilitat per assolir els buits entre les plaques de l'armadura. L'empunyadura s'embolcallava de vegades amb filferro o pell d'animal per oferir una major subjecció, alhora que dificultava la possibilitat de desarmament al colpejar la mà.
Al segle xvi, la llarga Doppelhänder, avui anomenada Zweihänder (ambdós termes germànics designen l'ús de les dues mans), va finalitzar la tendència a l'increment de la mida de les espases (sobretot per la disminució de les armadures de plaques i l'adveniment de les armes de foc), i la primerenca Edat moderna va veure el retorn de les armes més lleugeres, per una sola mà.
L'espasa va ser l'arma més personal en aquest període, la més prestigiosa i la més versàtil en el combat cos a cos, però va començar a declinar la seva ocupació militar a causa del fet que la tecnologia va canviar la guerra. No obstant això, va mantenir un paper principal en l'autodefensa civil.

### Edat moderna

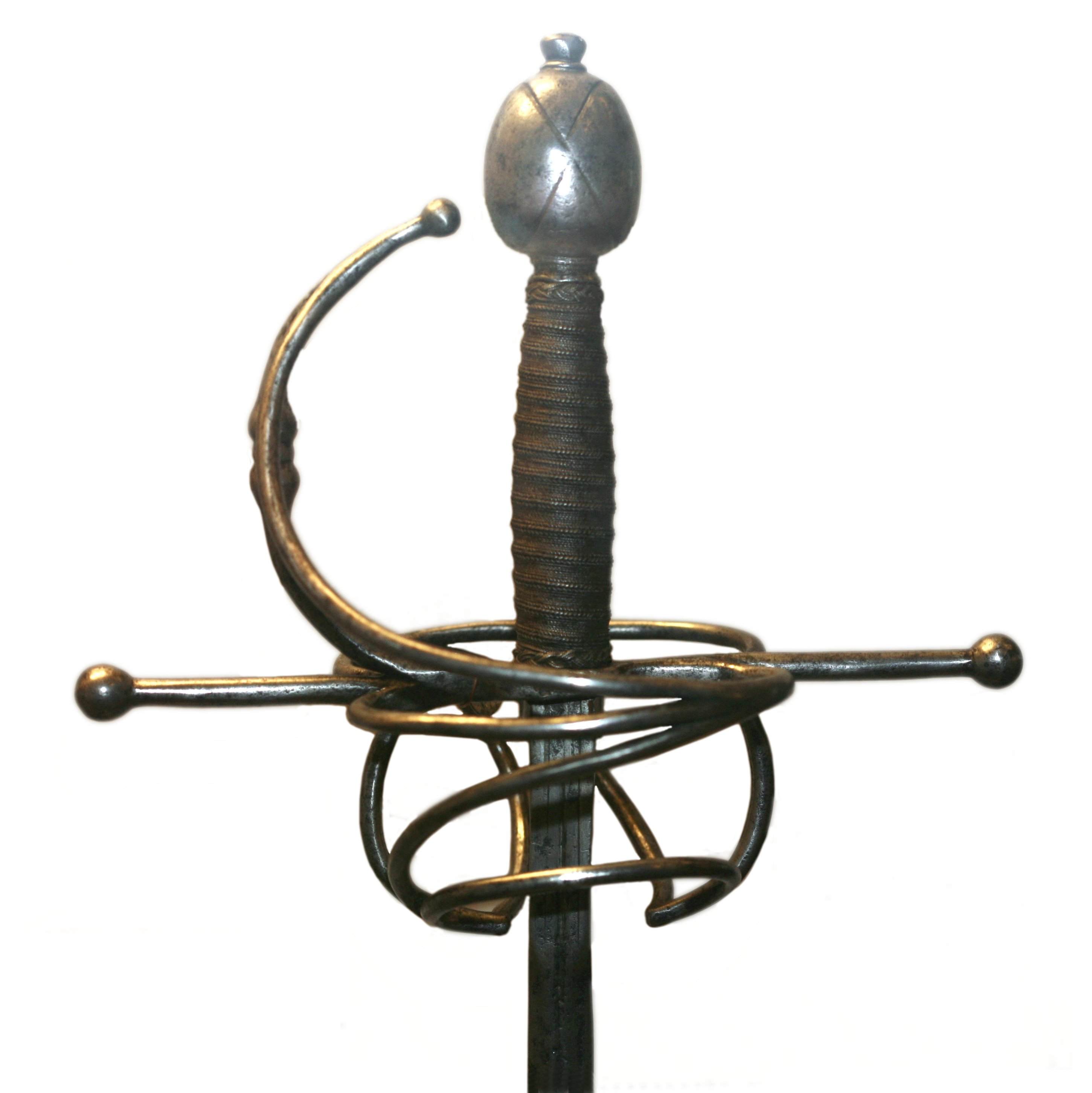
Rapier

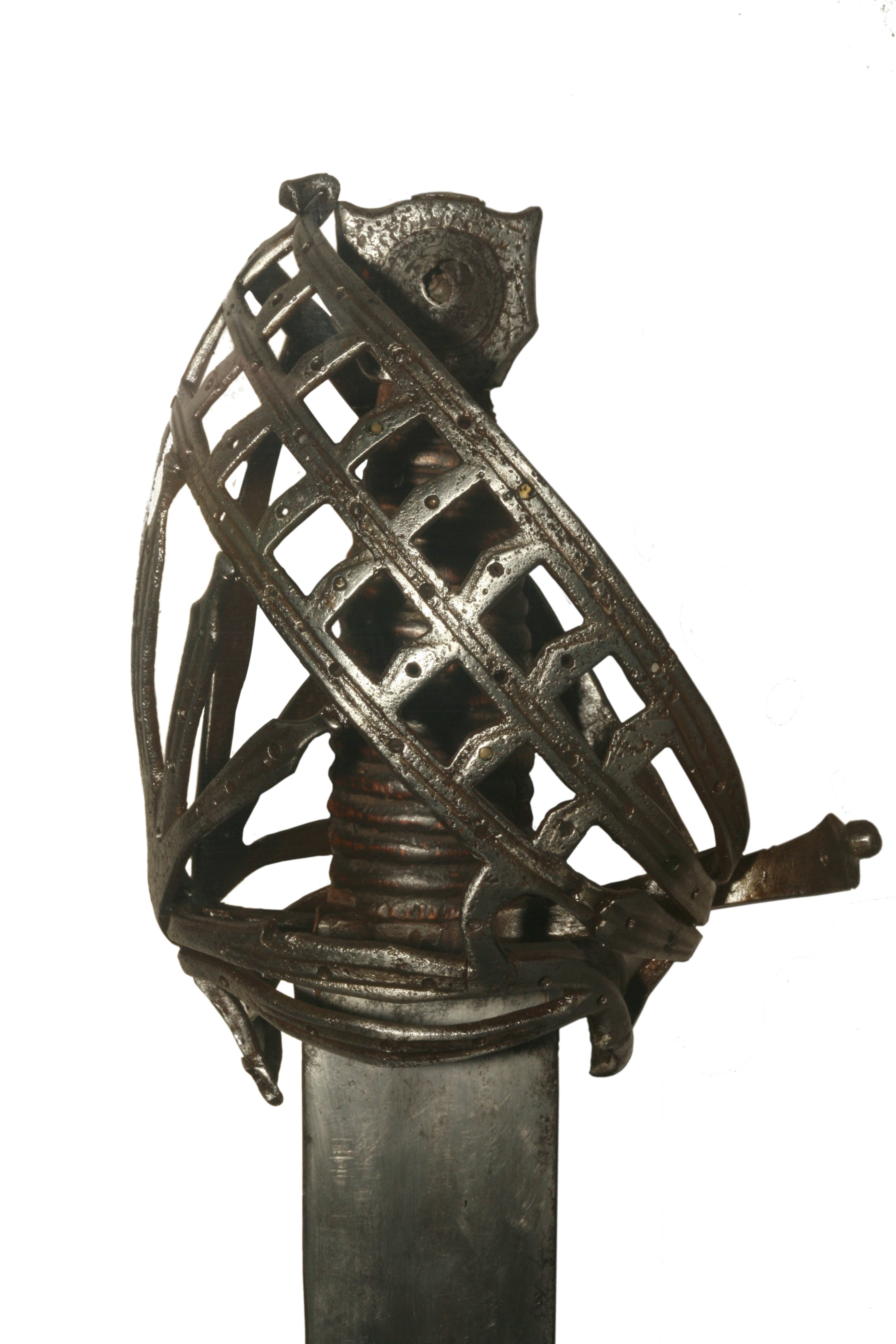
Schiavon

Es creu que el Rapier (estoc) va evolucionar a partir de l'espasa ropero espanyola durant el segle xvi. El Rapier (estoc) difereix de les espases més antigues en què no es tracta d'una arma militar, sinó d'ús civil. Tant el Rapier (estoc) com la Schiavon italiana van desenvolupar la creu en forma de cistella per tal protegir la mà. Durant els segles XVII i xviii, la Smallsword, més curta, es va convertir en un accessori essencial a Europa i el Nou Món, i la majoria dels homes rics i oficials militars en portaven una. Tant la Smallsword com el Rapier (estoc) foren les espases de duel més populars fins ben entrat el segle xviii.
Quan el vestir espases va passar de moda, els bastons van prendre el seu lloc en l'armari dels cavallers. Alguns models de bastó (coneguts com a bastons espasa) incorporaven un fulla amagada. La Cannes, art marcial francès, es va desenvolupar com una tècnica de lluita amb bastons i bastons-espases, fins a convertir-se en un esport.
Cap a la fi de la seva vida útil, l'espasa va servir més com una arma d'autodefensa que per a un ús a la batalla, i la importància militar de les espases davallà durant l'Edat Moderna. Fins i tot com a arma personal, l'espasa va començar a perdre la seva preeminència a principis del segle xix, paral·lelament al desenvolupament d'armes de foc personals i fiables.
Les espases segueixen en ús, però cada vegada més limitades a dignataris, oficials militars i uniformes cerimonials. Malgrat això, molts exèrcits van conservar les seves armades de cavalleria pesant fins després de la Primera Guerra Mundial. Per exemple, l'exèrcit britànic va adoptar formalment un nou disseny d'espasa de cavalleria el 1908, gairebé l'últim canvi d'armament abans de l'esclat de la guerra. Les últimes unitats de cavalleria pesant britànica no van passar als vehicles armats fins a 1938. Les espases i altres armes dedicades a la Melé foren emprades ocasionalment per diversos països durant la Segona Guerra Mundial, si bé com a arma secundària pel seu desfasament davant l'armament contemporani.

## Morfologia i terminologia
L'espasa consta de la fulla i l'empunyadura (o mantí). La beina designa la coberta de la fulla de l'espasa, on reposa quan no està en ús.

### Fulla
Tres tipus d'atacs poden realitzar amb la fulla: punxar, tallar i esquinçar. La fulla pot tenir doble tall o un sol fil; aquesta última pot tenir un fals tall prop de la punta. Al manejar l'espasa, el tall veritable o costat més llarg és el que s'usa per punxades a recte o estocada, mentre que el tall fals o costat més curt s'empra per contraatacar. Algunes empunyadures tenen el tall en la part més llarga, en tant que les empunyadures més simètriques permeten l'intercanvi del costat curt i del costat llarg simplement girant-la.
La fulla pot tenir osques o acanalades coneguts com a fullers o abatanadores, que donen lleugeresa a la fulla i permeten al mateix temps mantenir forta i rígida. La fulla es pot estrènyer de forma més o menys progressiva cap a la punta, emprada per a l'estocada (acció de punxar). La part de la fulla entre el centre de percussió (COP) i la punta se'l coneix com a punt feble de la fulla. La secció entre el centre de balanç (COB) i l'empunyadura és coneguda com a punt fort de la fulla. La secció entre el COP i el COB és la part mitjana de la fulla. El bocal (ricasso o espatlla) és la petita secció de la fulla immediata cap a la guarda que es troba completament sense tall, i pot ser premuda amb un dit per augmentar el control de la punta. Moltes espases no tenen ricasso. En algunes armes llargues, com la Zweihänder alemanya, té una coberta de pell envolta al ricasso, i un espadatxí pot estendre aquí el seu dit per a gestionar millor l'espasa en combat proper.
El ricasso conté normalment la marca del ferrer de l'espasa. En les fulles japoneses, aquesta marca apareix en l'espiga (part del full que s'estén dins l'empunyadura) sota el mànec. En el cas d'una espiga de cua de rata, el ferrer de l'espasa solda una vareta de ferro al final de la fulla cap a la guarda. Aquesta vareta arriba fins a l'empunyadura (finals del segle xx i construccions posteriors). Això passa de manera més comuna amb les rèpliques decoratives o espases barates d'ornament. Les espases tradicionals no utilitzen aquest mètode de construcció, ja que es pot trencar fàcilment el punt de soldadura.
En l'elaboració tradicional, el ferrer de l'espasa forja l'espiga com a part de l'espasa. Les espigues tradicionals van a través de l'empunyadura, donant-li major durabilitat que l'espiga cua de rata. Els ferrers col·loquen dita espiga al final del pom de l'espasa, o de vegades se solda l'empunyadura amb l'espiga i la part final d'aquesta la cargolen al pom de l'espasa. Aquest estil és conegut com d'espiga estreta o oculta.
Les rèpliques modernes, menys tradicionals, de les espases tenen de vegades el pom cargolat o una nou del pom subjecta l'empunyadura i permeten desmantellat. L'espiga completa (més comú en ganivets i matxets) té el mateix ample que la fulla i compta amb el mateix gruix del mànec. En les espases europees o asiàtiques venudes en l'actualitat, moltes espases anunciades com d'espiga completa són en realitat d'espiga cua de rata.
A partir del segle xviii, l'espasa es va crear per tallar, és a dir, la part afilada de la fulla es corba amb un radi igual a la distància del cos de l'espadatxí que l'anava a utilitzar. Això permetia que la fulla tingués un efecte de serra més que de simple tall. En les espases europees, que es fan servir amb tota la longitud del braç, el seu radi de curvatura era d'aproximadament un metre. Les espases de l'Orient Mitjà, a l'usar-se amb el braç flexionat, tenien un radi més petit.

### Empunyadura
Per empunyadura es comprèn tota la part de l'espasa que permet el control i maneig de la fulla, és el mànec (tradicionalment anomenat mantí), el pom i una guarda simple o elaborada. Les espases de l'era post-vikinga constaven únicament d'una guarda creuada (anomenada empunyadura en creuera).
El pom, a més de millorar el balanç de l'espasa i del mànec, es pot fer servir com un instrument d'atac en el curt abast. El pom també podia tenir borles o nusos de l'espasa.
L'espiga és l'extensió de l'estructura de la fulla que travessa per dins de l'empunyadura.

### Beina
La beina és la coberta protectora en la qual reposa l'espasa. Des de sempre la beina ha estat elaborada de diversos materials, incloent pell, fusta i metalls, com bronze i acer. L'obertura de la beina per on s'introdueix el full s'anomena gola i forma part de tota la muntura de la mateixa beina, en la qual porta un ganxo o un anell que facilita l'entrada de l'espasa.
En les beines de pell generalment està protegida per una punta de metall (anomenada guaspa), en la qual descansa la punta de la fulla de l'espasa. La beina, ja sigui de metall o de pell, brinda una protecció extra a través d'una extensió anomenada falca o sabata.

## Generalitats sobre la fabricació
A més dels detalls habituals que acostumen a citar els estudis i llibres sobre espases, és imprescindible recordar-ne d'altres injustament oblidats.

### Sistemes de fabricació simplificats i resumits
N'hi ha quatre de més importants:
- Les falcates ibèriques.[5]
- Les espases de Damasc (Acer de Damasc)
- Les espases de Toledo (no pas superiors a les de Saragossa, València, Mallorca o Barcelona).[6][7]
- Les katanes japoneses.

Sobre les falcates cal insistir que eren armes molt ben treballades i "trempades" (per de la seva capacitat de tall). Molt millors que les espases romanes. Els ibers eren un poble civilitzat i tècnicament molt avançat. Amb l'únic inconvenient de no estar prou units i no disposar d'un exèrcit professional com el dels romans.
Les espases de Damasc, amb un dibuix natural a la fulla (el damasquinat, una mena de moaré) es forjaven amb un acer excel·lent importat de l'Índia (acer Wootz). Una espasa de Damasc tenia tota la secció constituïda per un material únic i relativament uniforme.
De les espases de Toledo "tradicionals" se n'hauria de parlar en un article especialitzat. Pel que fa a la "Fábrica de armas blancas de Toledo", creada per decret del rei Carles III el 1761, la va organitzar i dirigir el mestre espaser valencià Lluís Calisto. Aquest fet tan simple palesa l'oblit injust (per part dels tractats) dels mestres espasers dels regnes d'Aragó i de València i de Catalunya. La dita "Espasa de Barcelona, espasa bona", era del tot certa.
Les espases de la Fàbrica de Toledo són espases amb una fulla formada per un nucli d'acer dolc i un d'exterior d'acer dur, ambdós materials ben soldats per forja. Així eren les espases catalanes, ja cantades per Ibn Hudhayl en la seva "Gala de caballeros i blasón de paladines" (any 1392).
En traducció lliure:
"...quan el nucli sigui de ferro i els talls d'acer, les espases s'anomenen acerades. Així són les espases dels cristians ("afranyi", literalment "francs" o catalans) de les quals els àrabs diuen que estan fabricades per genis. El cert és que són més resistents als xocs, en fred, que les espases índies. I més segures per a escometre des del començament en els combats...".
La fabricació per part dels genis, en el sentit d'esperits, és bastant coincident amb les espases "màgiques" o "constil·lades" (forjades sota la influència dels astres, de les constel·lacions). La realitat d'algunes d'aquelles espases no depenia de cap superstició. Era el fruit d'artesans experts i genials. Potser no és casualitat que la forja d'espases de qualitat coincidís amb els territoris de la corona d'Aragó i el dels ibers.
La majoria de les espases japoneses segueixen un procediment comparable al de les espases de la península Ibèrica (i d'Europa, en general). La fulla es compon d'un nucli d'acer dolç i un tall molt ben trempat i acerat.

## Instruments de càstig
Les espases genuïnes foren utilitzades en l'administració d'una diversitat de càstigs físics: penes capitals per decapitació (on l'ús de l'espasa, una arma honorable de militars, era considerada un privilegi) o l'amputació de membres. L'apòstol sant Pau fou decapitat a Roma (any 64-67). A Escandinàvia, on per tradició s'aplicaven els càstigs amb l'espasa, els nobles eren decapitats amb una espasa mentre que els plebeus ho eren amb una destral.

## Tipus

### Espases d'una mà
- Acínaces una espasa persa o mede.
- Espasa de git: espasa llançadissa
- Espasa geneta
- Gladius: espasa curta dels legionaris romans
- Rapière: espasa llarga i fina utilitzada en Europa pels duels
- Espasí (arma)
- Jian: espasa xinesa lleugera utilitzada per la pràctica del Tai Txi

### Espases a dues mans
- Bran o brand: Espasa que es manejava amb les dues mans
- Espasa bastarda: Espasa que pot ser utilitzada tant a una mà com a dues mans
- Claymore

### Sabres
- Bokken
- Katana
- Shinai
- Tachi
- Wakizashi
- Iaito (居合刀)
- Shinken
- Alfange
- Simitarra
- Dao
- Flissa
- Pulwar
- Saif
- Shamshir
- Talwar
- Yatagán
- Kilij

## Espases cèlebres
Les nombroses espases amb un nom cèlebre : 

### Espases històriques dels Comtes de Barcelona
- Espasa de Vilardell: Soler de Vilardell - Comtes de Barcelona
- Espasa de Sant Martí: Comtes de Barcelona
- Espasa Tisó: Comtes d'Urgell - Comtes de Barcelona - Rodrigo Díaz de Vivar
- Colada: Comtes de Barcelona - Rodrigo Díaz de Vivar

### En la mitologia i la història
- L'Espasa de Dàmocles.
- Durandal, espasa de Rotllà, campió de Carlemany i suposadament usada per Joana d'Arc
- Dhu-l-Faqar, espasa mítica del profeta Mahoma i del califa Alí ibn Abi-Tàlib
- Honjo Masamune, espasa del shogunat Tokugawa, una dictadura feudal del Japó.
- Espasa Enjoiada de l'Oferiment, espasa del rei Jordi IV.
- L'espasa set-bifurcacions que Wa va rebre de Baekje.
- L'espasa de la serp, que va ser manejada pel gran rei Aixoka, emperador de l'Índia
- Espasa de Boabdil, espasa de l'últim rei moro d'Espanya.
- Joyeuse, espasa de Carlemany.
- Lobera, espasa del rei Ferran III de Castella.
- Excàlibur, espasa màgica del rei Artús.
- Tizona, espasa del Cid.
- Kusanagi o Segadora, Espasa de Susana, déu del tro japonès
- Flamberge, espasa a dos mans de Renaud de Montauban.
- Arondight, espasa de Lancelot.
- Caladbolg, espasa de Fergus Mac Róich
- Txandrahas (làmina lunar), espasa del rei Ravano al Ramayana, èpica índia
- Claíomh Solaise, espasa de nuada d'Airgeadlámh, rei llegendari d'Irlanda
- Crocea Mors, espasa de Juli Cèsar
- Curtana, espasa d'Ogier el danès, un heroi danès llegendari
- Fragarach, espasa de Manannan mac Lir i Lugh Lamfada
- Gram (Balmung) (Nothung), espasa de Sigfrid, heroi de la saga dels Nibelungs
- Hauteclere, espasa d'Olivier, un heroi francès representat en la Chanson de Roland
- Hrunting, espasa de Beowulf
- Xamxir-i Zomorrodnegar, espasa del rei Salomó
- Tyrfing, espasa maleïda que causa la mort eventual al seu portador i els seus parents

### En la ciència-ficció
L'espasa làser (lightsaber) és un concepte d'espasa presentat en l'univers de la Guerra de les Galàxies. La seva popularitat ha inspirat, en altres treballs de la ciència-ficció, l'ús d'espases similars basades en el làser.
Diverses espases de la Terra mitjana de Tolkien. Avui en dia moltes, si no totes, les espases de la fantasia europea esmentades a la literatura s'han inspirat en aquestes espases, quan els treballs de Tolkien eren únics per al seu temps. No obstant això, les espases místiques similars poden ser trobades, segles enrere, a l'antiga mitologia i en la religió.
El Zanbato és un tipus increïblement gran d'espasa japonesa, amb un fons històric misteriós que ha inspirat diverses espases fictícies descrites en una àmplia varietat d'històries contemporànies, fins i tot en televisió, anime, llibres i jocs de vídeo. Les espases grans, que han estat representades d'una manera realista en mitjans i històries japoneses modernes, com és el cas de l'Espasa de Mascle o el Tessaiga, s'han inspirat en l'espasa zanbato.
Vorpal és una espasa del poema Jabberwocky. Ha estat des de llavors adoptada en els mitjans moderns com un tipus de l'espasa màgica. Les espases màgiques similars s'han fet comuns en literatura de fantasia, jocs i art, però aquesta espasa particular s'ha esmentat contínuament i emprat en molts treballs a causa del fet que la definició donada a ella en el joc de rol Drac i Masmorres és esmentada com una espasa que talla caps en un atac crític.
- Stormbringer: espasa d'Elric, personatge de Michael Moorcock, i la seva bessona Mournblade
- Andúril o Nàrsil, espasa d'Àragorn, personatge d'el Senyor dels Anells
- Durandal, espasa utilitzada per eliwood el marques de Pherae en el vídeo joc "fire emblem".
- Domivat, espasa de foc de Jack Memòries d'Idhun.
- Haiass, espasa de gel de Kirtash Memòries d'Idhun.
- Ringil (literària), espasa de Fingolfin, personatge d'El Silmaríl·lion.
- Clau espasa, espasa d'en Sora, protagonista del videojoc Kingdom Hearts.
- Espada làser o espasa de llum (fantasia del cinema), l'arma jedi per excel·lència, són de diversos colors.
- Tetsusaiga o ullal d'acer, espasa de Inuyasha, manga japonès.
- Gor Nova, Espada de Llum de Gourry Gabriev, manga, Slayers, japonès.
- Espasa Mestra o Master Sword Espada del Heroi Link, del videojoc The Legend of Zelda.
- Gel espasa de Lord Eddard Stark, de la saga Cançó de gel i foc.
- Aranrúth, la Ira real, l'espasa de Thingol de Doriath i els Reis de Númenor, a El Silmaríl·lion.
- Anglachel i Gurthang, l'espasa que Eöl va fer juntament amb Anguirel. La primera va ser cedida a Thingol com pagament al residir a Nan Elmoth, mentre que la segona va ser robada pel seu fill, Maeglin. Ambdues apareixen a El Silmaríl·lion.
- Wyrmslayer, una espasa llegendària a la Dragonlance.
- Jingizu, Minneyar i Espina, les Tres grans espases d'enyorança i pesars.
- Zangetsu, espasa de Bleach, manga japonès.
- Masamune, una espasa llegendària japonesa i espasa de Sephiroth de Final Fantasy VII, sol excedir els 2 metres de llarga.
- Ullal rúnic, 12 espases que porten els Comtes Electors l'Imperi del món de Warhammer.
- Matarreis, espasa dimoni de Archaón, Senyor del Fi dels Temps de Warhammer.
- L'espasa de Kith-Kannan, espasa màgica pertanyent a un heroi elf Silvanesti de la Dragonlance.
- L'espada de la veritat, que porta Richard Cypher en la saga de llibres del mateix nom creada per Terry Goodkind, i que també apareix a la sèrie de televisió La Llegenda del Cercador, basada en els llibres.
- Harusame, Katana d'Amidamaru, que porta Yoh Asakura al manga Shaman King.
- Family Sword o Espada Familiar, espasa de Alucard utilitzada en el Castlevania: Symphony of the Night.
- Wadou Ichimonji, espasa usada per Zoro a la sèrie One Piece.
- Sandai Kitetsu, Katana usada per Zoro a la sèrie One Piece.
- Yukibashiri, espasa usada per Zoro a la sèrie One Piece.
- Murasame, famosa espasa japonesa.
- Kogarasumaru i Onimaru, espases de Miyamoto Musashi, samurai japonès.
- Sakabatou, espasa de Kenshin Himura, del Manga i Anime "Rurouni Kenshin".
- Frostmourne, espasa d'Arthas, de Warcraft III.
- Maniakil, l'espasa dels emperadors del Vent en el llibre "Harmonia".
- Glàmdring, espasa de Gandalf, personatge de El Senyor dels Anells.
- Orcrist, espasa de Thorin, personatge d'El hobbit.
- Ganivets de Mórgul, espases curtes utilitzades pels Nazgûl, personatges de El Senyor dels Anells.
- Espasa de Gryffindor, que fa aparició en la saga de Harry Potter.
- Samehada, espasa usada per Kisame Hoshigaki, un dels 7 Espadachines de la Boira, a la sèrie del manga i anime japonès Naruto.
- Ikazuchi, nom de les espases que utilitza Kurosuke RAIGADA, un dels 7 Espadachines de la Boira, a la sèrie del manga i anime japonès Naruto.
- Force Edge, espasa del dimoni Sparda, a la sèrie de videojocs Devil May Cry.
- Yamato, espasa utilitzada pel fill de Sparda, Virgil, que apareix en escena en el capítol 3 de la saga de Devil May Cry, aquesta espasa també fa escena en el capítol 4 d'aquesta nissaga.
- Rebellion, és l'espasa portada per l'altre fill de Sparda, Dante, qui és el protagonista de la saga Devil May Cry.
- Alastor, una de les espases que Dante (Devil May Cry) aconsegueix en el transcurs del seu primer aventura.
- Xarxa Queen, (Reina Roja) espasa que porta Nero, el protagonista de Devil May Cry 4.
- Fibló o Sting, espasa usada per Bilbo Saquet a El hòbbit i que utilitza Frodo Saquet en la trilogia d'El Senyor dels Anells.
- Soul Edge, espasa demoníaca que apareix en els vídeo jocs Soul Edge i Soul Calibur.
- Soul Calibur, espasa sagrada que apareix en els vídeo jocs Soul Calibur.
- Zar'Roc, espasa utilitzada per Eragon, de la saga de llibres "El Llegat"
- Brisingr, espasa utilitzada per Eragon despues de Zar Roc, en el tercer llibre de la saga "El Llegat".
- Rhindom, espasa de rei Peter a "les cròniques de Narnia"
- Ira Celeste, espasa de l'antic àngel Izual (abans de ser convertit en dimoni) "Diablo 2"
- Shadow Aikawa, espasa d'Akira Ryusaki al manga anonimo del mateix nom.
- Soul Reaver, o també coneguda com a Segadora d'Ànimes. Espasa que posseïa la facultat de devorar l'ànima de l'enemic i així destruint. Pertany a la saga de videojocs "Legacy of Kain"
- Meblet, espasa magnífica que utilitza el rei Kirtên en la trilogia d'El Llibre Prohibit.
- Yasglun, espasa llarga i ampla, ataronjada, d'vaen, d'El Llibre Prohibit.

## Simbologia
L'espasa pot simbolitzar violència, combat o intervenció militar. La declaració de Jesús: Aquells que visquin per l'espasa moriran per l'espasa usava aquest terme en aquest sentit. En l'islam, l'expressió àrab Jihad bis Saif 'lluita per l'espasa' significa la 'guerra santa' per l'Islam. Un altre exemple d'aquest significat metafòric ve al vell refrany la ploma és més forta que l'espasa, atribuït a Edward Bulwer-Lytton.
L'Espasa de Dàmocles és una anècdota moral, on una espasa suspesa damunt d'un líder significa el perill sempre present que acompanya aquest nivell jeràrquic.
En els casos següents, l'espasa significa armes en general, i sovint era considerada com un símbol, fins que després, en la pràctica operacional, ha estat substituïda per armes de foc.
Les espases representen la baralla en els una baralla de naipes, les quals s'inclouen en cobertes o símbols del tarot italià (foren substituïdes per dagues a les cobertes dels naips francesos i en el modern joc de cartes del Tarot francès o Tarock). Al tarot endevinatori, l'espasa s'ofereix com interpretació de la representació de l'aire, així com de la intel·ligència. També pot representar al foc i el salvatge, a la classe militar/noblesa de la societat.
L'espasa ofereix una funció, com a símbol de la masculinitat, ja que la seva forma s'identifica particularment amb la posició erecta - com a símbol fàl·lica de virilitat.
Les espases també són utilitzades com a emblema o insígnia (en el vestit formal com uniformes, insígnies, diversos objectes, fins escuts d'armes), sobretot:
Com el símbol del poder, com una Espasa d'Estat, l'Espasa de la Pietat i l'Espasa de la Justícia.
Com el símbol de la força armada, o d'una corporació. És per això que se li va donar el dret a aplicar força com el braç de la llei.
Com l'insigne miliar i de la política, o d'una unitat de tal Corporació.
Com una part de l'uniforme de l'oficial militar. En els Estats Units, són portades per l'exèrcit, la marina i els oficials de guardacostes. Els oficials marins també porten una espasa.
L'ús cerimonial de les espases prové de l'època en què només els senyors portaven espases, convertint-se així en un símbol de rang o posició, que la majoria dels oficials militars recolza.
També apareix a la bandera de l'Aràbia Saudita. Aquest símbol significa o reflecteix en una existència de prestigiosos títols, unint-se amb valors tals com: Espasa de Religió, Espasa de la Fe, Espasa de l'Estat o Espasa de Guerra.
Pot ser un atribut de reconeixement honorari, com una condecoració. Se'l coneix com a espasa de l'honor.
Les espases creuades tenen el seu símbol particular. A la taula de símbols Miscel·lània d'Unicode com a U +2694; en un mapa: representa un lloc de batalla. En genealogia o biografia: la significació que una persona va ser morta en combat.
És també força habitual que les espases representin la raó, per exemple, com el procés de "tallar" la sèrie d'elements en un problema, per tal de deixar només aquells amb la rellevància comprovada.
Símbol de la valentia per lluitar per una causa justa. L'espasa de la dama de la Justícia simbolitza l'aplicació estricta de la justícia en una manera neutra, que implica decisions legals.
El terme una espasa de doble tall pot ser usada com una expressió per una cosa que pot ajudar o obstaculitzar simultàniament, com quan en una baralla d'espases. Una persona pot augmentar la seva acció de palanca posant la seva mà sobre la làmina: podria guanyar la competència, però també podria causar una ferida.
Daisho japonès: un parell d'espases, katana i wakizashi o tanto, simbolitzen la força i l'honor del samurai.